# صدمة متوالية عبر الأجيال
الصدمة المنتقلة أو المتوالية بين الأجيال هي نظرية في علم النفس تشير إلى أن الصدمة يمكن نقلها بين الأجيال. بعد أن يعاني الجيل الأول من الناجين من الصدمة، يمكنهم نقل الصدمات إلى أطفالهم وإلى أجيال أخرى من النسل من خلال آليات معقدة لاضطرابات الكرب التالية للصدمة النفسية. هذا المجال من الأبحاث صغير نسبياً لكنه توسّع في السنوات الأخيرة.

## الأعراض
تبدأ أعراض الصدمة المتوالية عبر الأجيال دائماً بالناجين من الصدمة وتميل إلى التظاهر كأعراض لاضطراب الكرب التالي للصدمة النفسية. في كثير من الأحيان تُعتبر الصدمة في الجيل الثاني استجابةً لصدمة الوالدين. يمكن تقسيم الانتقال بين الوالدين والأطفال إلى خمسة مقاييس: التواصل، النزاع، تماسك الأسرة، الدفء الوالدي ومشاركة الوالدين. وارتبطت المستويات العالية من إجهاد الأمهات بشكل مباشر مع ضعف أداء الأسرة وبشكل غير مباشر مع السلوك المنحرف بين الأطفال. تتألف الأعراض الشائعة لدى الأطفال من الاكتئاب والسلوك المعادي للمجتمع والجنوح وسلوك الشغب في المدارس. عانى بعض الأطفال من الانتقال المباشر للصدمة الناتج عن تفاعلاتهم مع والديهم وعلاقتهم بهم، في حين عانى آخرون من الانتقال غير المباشر للصدمة الناتج بشكل رئيسي عن الشعور بالذنب. كان أولئك الذين انتقلت إليهم الصدمة بشكل مباشر أكثر عرضةً للسلوكيات المعبرة عن الغضب الشديد في حين أن أولئك الذين انتقلت إليهم بشكل غير مباشر كانوا أكثر عرضة للإصابة بالاكتئاب والقلق والشعور بالذنب.
تختلف الأعراض أيضاً بناءً على العرق ونوع الصدمة الأصلية. الاستعباد والإبادة الجماعية والعنف المنزلي والاعتداء الجنسي والفقر المدقع جميعاً تعتبر من أهم أسباب الصدمة التي تتوالى بين الأجيال. وإن ضعف العلاج من شأنه أن يسيء للأعراض ويؤدي لانتقال الصدمة. على سبيل المثال، قد يؤثر الناجون من الاعتداء الجنسي خلال الطفولة بشكل سلبي على الأجيال التالية وذلك بسبب الصدمة غير المعالجة التي تعرضوا لها في الماضي. يمكن أن يؤدي ذلك إلى زيادة الشعور بعدم الثقة والعزلة والشعور بالوحدة. عندما يواجه أحفاد العبيد العنف العنصري أو الاعتداءات الصغيرة أو التمييز العنصري الظاهر فإنهم يتفاعلون كما لو أنهم يتواجهون مع الصدمة الأصلية التي نُقلت إليهم عبر الأجيال. هناك مجموعة متنوعة من الضغوطات في حياة المرء التي أدت إلى هذه الأعراض الشبيهة بأعراض اضطراب الكرب التالي للصدمة النفسية مثل التجارب العنصرية المختلفة أو الضغوطات اليومية أو الأحداث الحياتية الكبرى المتعلقة بالعرق أو العنصرية الجماعية أو الصدمات النفسية. هذا يفرض نفسه أيضاً في أساليب تربية الأطفال.
الآباء والأمهات الذين يتعرضون للضغوطات بشكل متكرر إضافةً إلى انتقال الصدمة إليهم بشكل جيني قد يخلقون بيئة منزلية تعكس هذا الضغط الذي يتعرضون له والتي تزيد الضغوط التي ورثها الطفل عنهم. اقترح جودمان ووست أولاتونجي صدمة متوالية بين الأجيال محتملة في أعقاب الكوارث الطبيعية. في أعقاب إعصار كاترينا نيو أورليانز، شهد السكان زيادة هائلة في عنف العلاقات الشخصية وذلك بالإضافة إلى ارتفاع معدلات الوفيات. أبلغ عن هذه الظاهرة أيضاً لدى الطلاب من الشعوب الأصلية في المدارس الداخلية الذين فُصلوا عن أبويهم وأسرتهم الواسعة وافتقروا إلى القدوة من الأهل كنتيجة لذلك. كان لمعاقبتهم على التكلم بلغتهم الأم ومنعهم من ممارسة طقوسهم التقليدية أثر الصدمة لدى العديد من الطلاب، وكانت إساءة معاملة الأطفال متفشية في المدارس أيضاً.
حُددت أعراض الصدمة المتوالية عبر الأجيال بين الأمريكيين السود فيما يتعلق بتأثيرات العبودية والتمييز العنصري. يمكن أن ينبع هذا النقل للصدمة من وحدة الأسرة بحد ذاتها أو أن يتولد في المجتمع كنتيجة للتميز والقمع الحاليين. لا يستوجب أن تكون هذه الأحداث الراضة نفسياً مواجهة من قبل كل فرد من أفراد الأسرة إذ أن الآثار الدائمة يمكن أن تستمر وتؤثر على الأحفاد بشكل عوامل خارجية. على سبيل المثال، يتظاهر رد فعل الأطفال السود على أفعال الآخرين تجاه لون بشرتهم كشكل من أشكال الصدمة الدائمة التي عانى منها أسلافهم في الأصل. ينجم رد الفعل هذا على البشرة السوداء عن مواقف مماثلة أدت إلى أحداث راضة نفسياً واستعباد العبيد. الأطفال والشباب السود أكثر عرضة للصدمات العرقية لأنهم لم يكتسبوا بعد المعرفة اللازمة لتشكل فهمًا كاملًا للعنصرية وآثارها. مع ذلك، فإن هذه السلوكيات الراضة نفسياً المواجهة في سن مبكر هي انعكاس لوالدي الطفل. إذ إن الطفل الأبيض قد يتعلم السلوكيات العنصرية من بيئته ولكن على نفس المنوال، يمكن للطفل الأسود أن يتعلم تأكيد لونه الأسود وكيفية الرد على التصريحات والسلوكيات العنصرية من والديه. وإن لآثار الصدمة تأثيرات على نجاح الأطفال السود أو الأطفال من أقليات أخرى في السياق التعليمي. وقد لوحظت الصدمة المتوالية عبر الأجيال بشكل كبير لدى اللاجئين وأطفالهم، وهذه الصدمات من شأنها أن تستمر لعدة أجيال. يمكن أن تنشأ هذه الصدمات كنتيجة للعنف والاضطهاد السياسي وعدم الاستقرار العائلي فضلاً عن صعوبات الهجرة.

## المجموعات المتأثرة

### أحفاد العبيد
في السنوات الأخيرة، حُددت أعراض الصدمة المتوالية عبر الأجيال بين الأمريكيين السود فيما يتعلق بتأثيرات العبودية والتمييز العنصري. يمكن أن ينبع هذا النقل للصدمة من وحدة الأسرة بحد ذاتها أو أن يتولد في المجتمع كنتيجة للتميز والقمع الحاليين. لا يستوجب أن تكون هذه الأحداث الراضة نفسياً مواجهة من قبل كل فرد من أفراد الأسرة إذ إن الآثار الدائمة يمكن أن تستمر وتؤثر على الأحفاد بشكل عوامل خارجية. على سبيل المثال، يظهر رد فعل الأطفال السود على أفعال الآخرين تجاه لون بشرتهم كشكل من أشكال الصدمة الدائمة التي عانى منها أسلافهم في الأصل. ينجم رد الفعل هذا على البشرة السوداء عن مواقف مماثلة أدت إلى أحداث راضة نفسياً واستعباد العبيد. الأطفال والشباب السود أكثر عرضة للصدمات العرقية لأنهم لم يكتسبوا بعد المعرفة اللازمة لتشكل فهمًا كاملًا للعنصرية وآثارها. مع ذلك، فإن هذه السلوكيات الراضة نفسياً المواجهة في سن مبكر هي انعكاس لوالدي الطفل. إذ إن الطفل الأبيض قد يتعلم السلوكيات العنصرية من بيئته ولكن على نفس المنوال، يمكن للطفل الأسود أن يتعلم تأكيد لونه الأسود وكيفية الرد على التصريحات والسلوكيات العنصرية من والديه. وإن لآثار الصدمة تأثيرات على نجاح الأطفال السود أو الأطفال من أقليات أخرى في السياق التعليمي. وقد لوحظت الصدمة المتوالية عبر الأجيال بشكل كبير لدى اللاجئين وأطفالهم، وهذه الصدمات من شأنها أن تستمر لعدة أجيال. يمكن أن تنشأ هذه الصدمات كنتيجة للعنف والاضطهاد السياسي وعدم الاستقرار العائلي فضلاً عن صعوبات الهجرة.
الأمريكيون السود الذين يعانون من أي مرض عقلي بشكل عام يرفضون تلقي العلاج بسبب وصمة العار والمفاهيم السلبية والخوف من التمييز. هذا يؤدي إلى انخفاض عدد الأشخاص المصابين الذين يسعون إلى طلب العلاج. يؤدي عدم العلاج إلى تفاقم الأعراض وبالتالي مواصلة الاستيعاب الداخلي للمحنة وتدهور صحة الفرد العقلية. إن الأشخاص المتأثرين بالصدمات القائمة على العرق في كثير من الأحيان لا يسعون لطلب العلاج، وهذا لا يرجع إلى وصمة العار وحسب بل إلى قلقهم من أن المعالج لن يتفهم وجهة نظرهم حيال الأقليات المحرومة من حقوقها.